# Max Abraham (éditeur)
Pour les articles homonymes, voir Abraham (patronyme).
Ne doit pas être confondu avec Max Abraham.

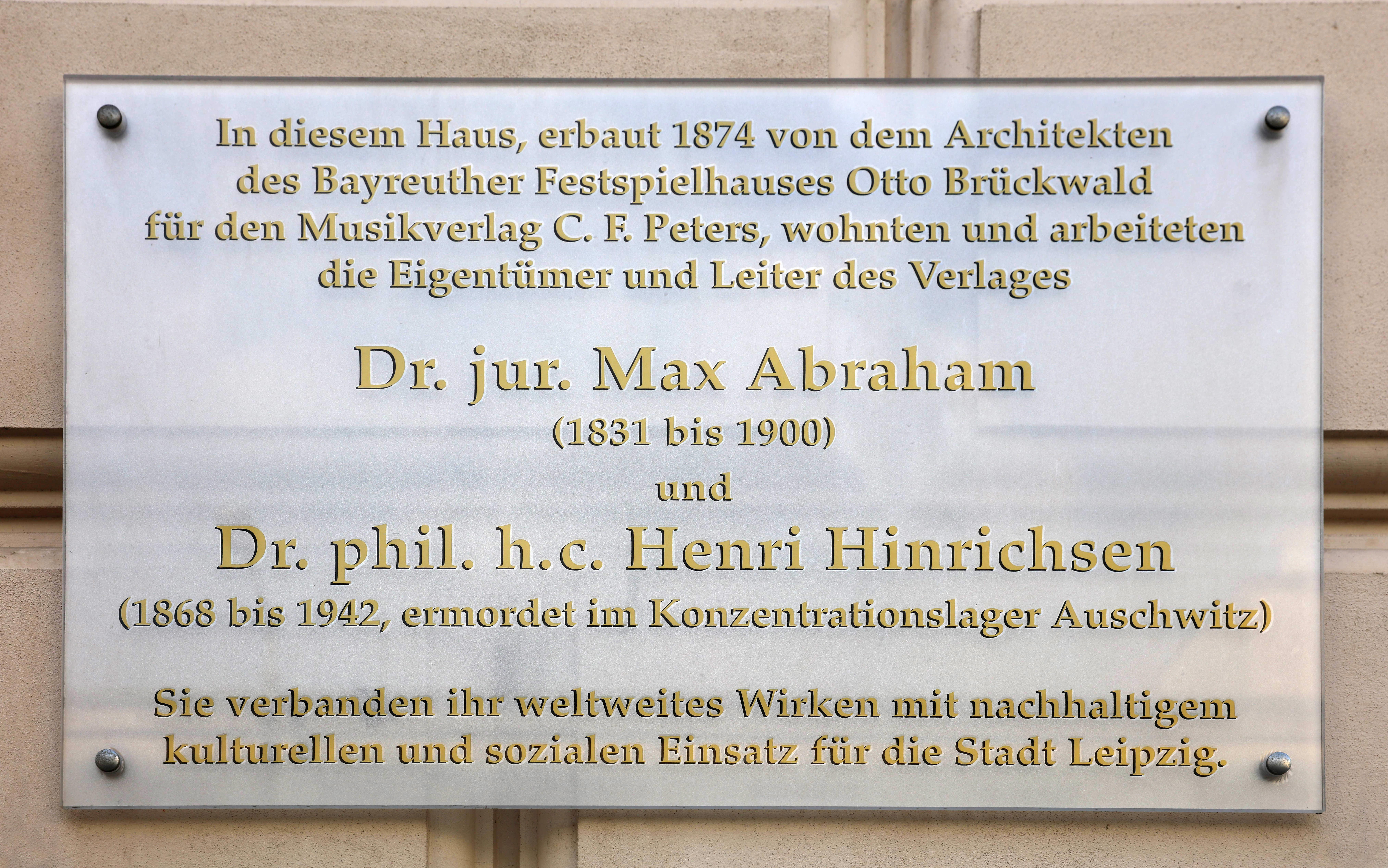
Plaque souvenir de Max Abraham, Leipzig, Talstraße 10

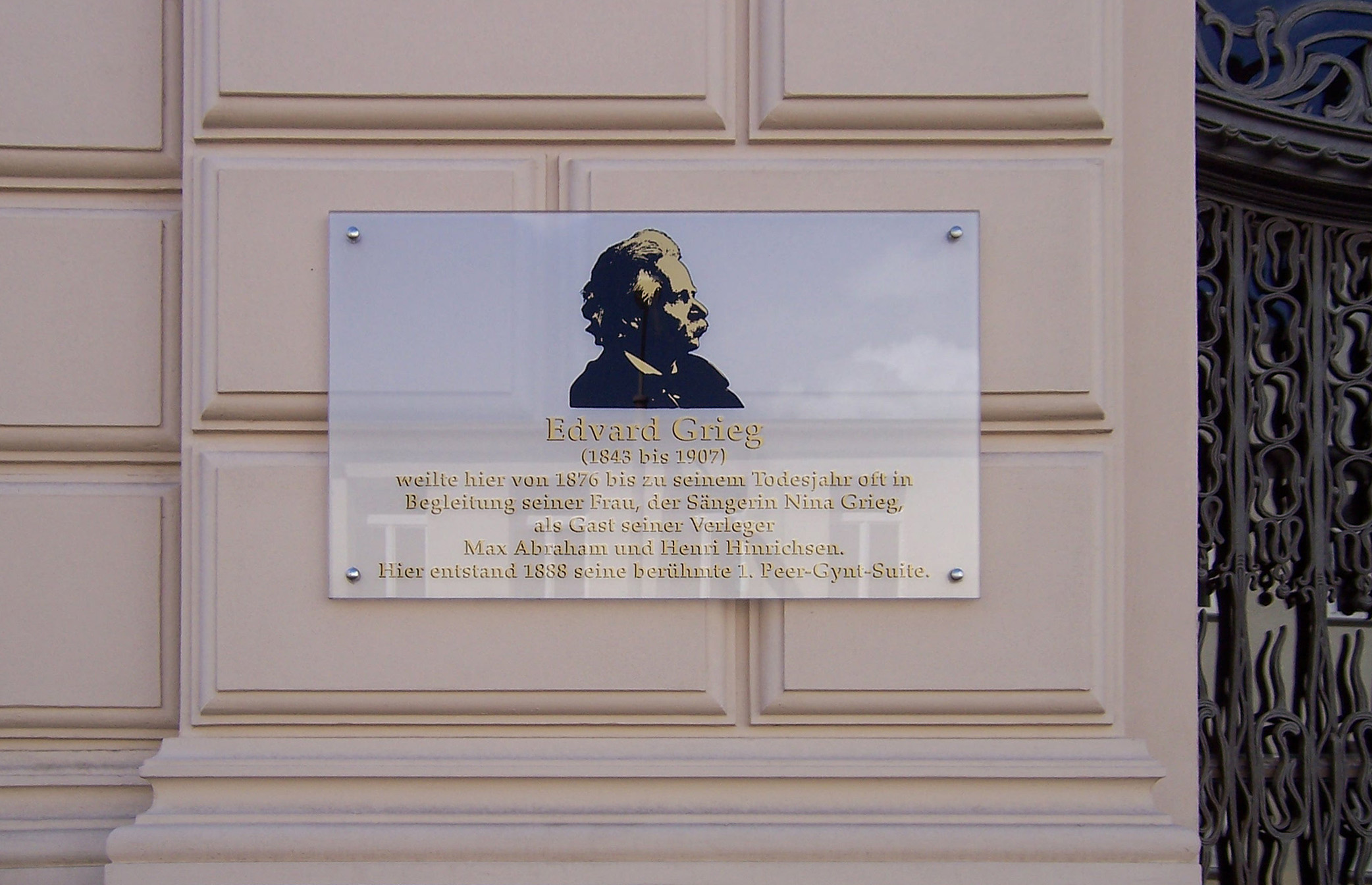
Plaque souvenir d'Edvard Grieg, sur la maison Abraham

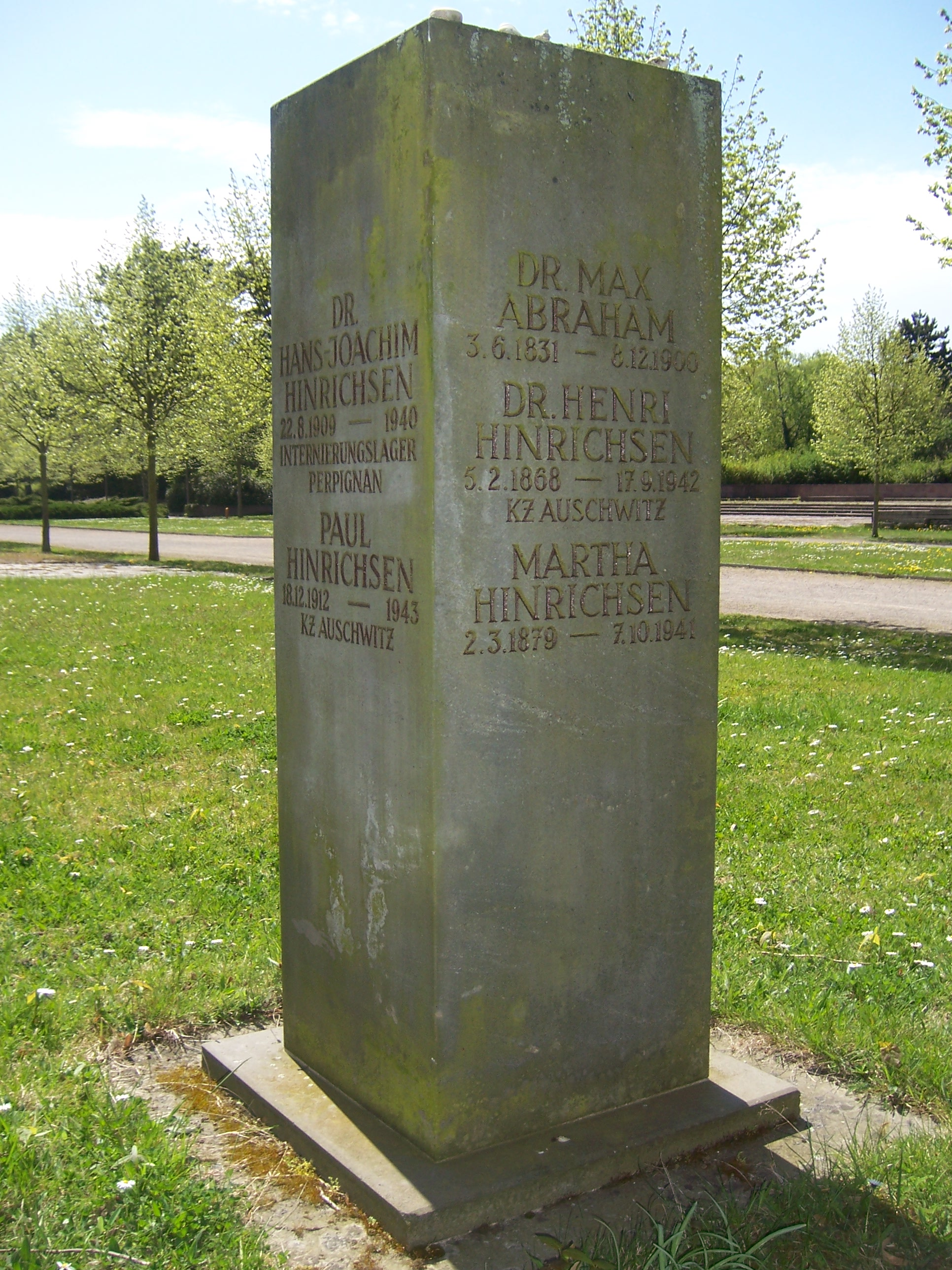
Mémorial de Max Abraham au cimetière du Sud de Leipzig

Max Abraham (2 juin 1831, Dantzig; † 8 décembre 1900, Leipzig) est un éditeur de musique allemand.

## Biographie
Max Abraham a étudié la musique dans sa ville natale de Danzig, l'économie à Londres et le droit à Berlin, où il a obtenu un doctorat en droit. Pendant ses études, il devient membre de la Burschenschaft Alemannia Bonn en 1851. En 1863, Abraham est entré dans la maison d'édition CF Peters à Leipzig, dirigée depuis 1860 par Julius Friedländer. Il l'a reprise en 1880 en tant qu'actionnaire unique. Il a commencé à créer le fonds des éditions Peters. Il a eu pour successeur son neveu Henri Hinrichsen (de), qu'il avait embauché en 1891 et qu'il avait associé en 1894.
En 1873, Abraham a acquis un terrain libre, et a confié à l'architecte Otto Brückwald (de) la construction d'un bâtiment résidentiel et commercial. En 1874, ce bâtiment est devenu le siège de la maison d'édition de musique CF Peters. Dans cette maison, on trouve maintenant un Mémorial Edvard Grieg. Le compositeur norvégien était un ami de l'éditeur et était souvent présent dans cette maison comme invité.
En 1893, Max Abraham a fondé la Bibliothèque musicale Peters (de) à Leipzig, qui a été ouverte le 2 janvier 1894. Elle est considérée comme la première de son genre en Allemagne. Sur la suggestion de Wilhelm Altmann, elle a été créée pour recueillir les œuvres de la musique contemporaine, mais aussi si possible toutes celles des compositeurs étrangers.
En 1900, Max Abraham a mis fin à ses jours en se suicidant.
Le tombeau de la famille Abraham / Hinrichsen au cimetière du Sud de Leipzig a été rasé dans les années 1980. Depuis 1992, un mémorial se dresse à l'ancien emplacement.

## Hommages
- Depuis 1910 (avec une interruption 1935-1945), la rue Abrahamstraße à Leipzig rappelle le nom de l'éditeur.